# Mistrovství světa v ledním hokeji 2023 (Divize II)
Mistrovství světa v ledním hokeji 2023 (Divize II) byl mezinárodní hokejový turnaj pořádaný Mezinárodní hokejovou federací.
Turnaj skupiny A se konala ve španělském Madridu od 16. do 22. dubna 2023 a turnaj skupiny B v tureckém Istanbulu od 17. do 23. dubna 2023. Divizi 2A vyhrálo Španělsko, avšak do divize 2B sestoupila Gruzie, neboť byla po skončení turnaje diskvalifikována kvůli tomu, že za ni hráli Rusové, kteří v zemi nežili. Z divize 2B postoupily Spojené arabské emiráty a sestoupilo Mexiko.

## Skupina A

### Účastníci
| Tým        | Kvalifikace                                      |
| ---------- | ------------------------------------------------ |
| Austrálie  | 3. místo v Divizi II – skupina A 2019            |
| Chorvatsko | 3. místo v Divizi II – skupina A 2022            |
| Španělsko  | Pořadatel, 4. místo v Divizi II – skupina A 2022 |
| Izrael     | 5. místo v Divizi II – skupina A 2022            |
| Island     | 1. místo v Divizi II – skupina B 2022 a postup   |
| Gruzie     | 2. místo v Divizi II – skupina B 2022 a postup   |

### Rozhodčí
| Hlavní                                                            | Čároví |
| ----------------------------------------------------------------- | --- |
| - Goro Terakado - Ramon Sterkens - Štefan Požar - Alexei Roshchyn | - Cyril Debuche - Masa Hašimoto - Niklas Wilhelmsen - Michał Gerne - Sergio Biec - Carlos Trobajo - Dario Fuchs |

### Tabulka
|  | Postupující do divize I B  |
|  | Sestupující do divize II B |

| Poř. | Tým        | Z | V | VP | PP | P | GV | GI | +/- | B  |
| ---- | ---------- | - | - | -- | -- | - | -- | -- | --- | -- |
| 1.   | Španělsko  | 5 | 5 | 0  | 0  | 0 | 30 | 9  | +21 | 15 |
| 2.   | Gruzie     | 5 | 4 | 0  | 0  | 1 | 20 | 8  | +12 | 12 |
| 3.   | Chorvatsko | 5 | 3 | 0  | 0  | 2 | 26 | 18 | +8  | 9  |
| 4.   | Austrálie  | 5 | 1 | 0  | 0  | 4 | 16 | 22 | -6  | 3  |
| 5.   | Izrael     | 5 | 1 | 0  | 0  | 4 | 14 | 37 | -23 | 3  |
| 6.   | Island     | 5 | 1 | 0  | 0  | 4 | 14 | 26 | -12 | 3  |

### Zápasy
| 16. dubna 2023 12:30 | Gruzie | 4 : 1 (2:0, 1:1, 1:0) | Island | Pista de Hielo, Madrid Návštěvnost: 77 |  |

| Report | |                     |                                                            |                                                         |
| Ivan Starostin | Ivan Starostin | Brankáři            | Jakob Johannesson                                          | Rozhodčí: Štefan Požar Čároví: Sergio Biec Michał Gerne |
| Arťom Kurbatov (Nikita Bukija) 02:42' Ivan Marov (Nikita Bukija) 10:19' Danila Slesarev (Arťom Kurbatov) 26:04' Nikita Bukija 56:04' | Arťom Kurbatov (Nikita Bukija) 02:42' Ivan Marov (Nikita Bukija) 10:19' Danila Slesarev (Arťom Kurbatov) 26:04' Nikita Bukija 56:04' | 1:0 2:0 3:0 3:1 4:1 | 31:08' Kari Arnarsson (Styrmir Maack, Thorgils Eggertsson) | Rozhodčí: Štefan Požar Čároví: Sergio Biec Michał Gerne |
| 12 min | 12 min | Tresty              | 8 min                                                      | Rozhodčí: Štefan Požar Čároví: Sergio Biec Michał Gerne |
| 24 | 24 | Střely              | 34                                                         | Rozhodčí: Štefan Požar Čároví: Sergio Biec Michał Gerne |

| 16. dubna 2023 16:00 | Austrálie | 4 : 6 (0:3, 4:2, 0:1) | Chorvatsko | Pista de Hielo, Madrid Návštěvnost: 117 |  |

| Report | |                                         | |                                                                |
| Anthony Kimlin | Anthony Kimlin | Brankáři                                | Vilim Rosandić | Rozhodčí: Alexei Roshchyn Čároví: Cyril Debuche Carlos Trobajo |
| Daniel Pataky (Vadim Virjassov, Cameron Todd) 30:17' Casey Kubara (Wehebe Darge, John Kennedy) 31:14' Robert Haselhurst (John Kennedy, Kieren Webster) 33:39' Timothy Newmark (Tyler Kubara, Shannon McGregor) 38:59' | Daniel Pataky (Vadim Virjassov, Cameron Todd) 30:17' Casey Kubara (Wehebe Darge, John Kennedy) 31:14' Robert Haselhurst (John Kennedy, Kieren Webster) 33:39' Timothy Newmark (Tyler Kubara, Shannon McGregor) 38:59' | 0:1 0:2 0:3 0:4 1:4 2:4 3:4 3:5 4:5 4:6 | 02:04' Leonardo Jović (Dominik Kanaet, Jan Smolec) 04:53' Luka Mikulić (Jan Smolec, Dominik Canić) 11:06' Borna Rendulić (Bruno Idzan) 21:04' Vito Idzan (Borna Rendulić, Karlo Marinković) 37:43' Jan Smolec (Luka Jarcov, Karlo Marinković) 58:30' Borna Rendulić (Luka Jarcov) | Rozhodčí: Alexei Roshchyn Čároví: Cyril Debuche Carlos Trobajo |
| 8 min | 8 min | Tresty                                  | 2 min | Rozhodčí: Alexei Roshchyn Čároví: Cyril Debuche Carlos Trobajo |
| 28 | 28 | Střely                                  | 28 | Rozhodčí: Alexei Roshchyn Čároví: Cyril Debuche Carlos Trobajo |

| 16. dubna 2023 19:30 | Španělsko | 8 : 2 (2:0, 5:1, 1:1) | Izrael | Pista de Hielo, Madrid Návštěvnost: 1 150 |  |

| Report | |                                         | |                                                                |
| Raul Barbo | Raul Barbo | Brankáři                                | Nir Tichon Maksim Kaliaev                                                                                         | Rozhodčí: Ramon Sterkens Čároví: Dario Fuchs Niklas Wilhelmsen |
| Luca Basile (Alfred Encinar) 04:30' Jaime de Bonilla (Alejandro Burgos 10:12' Gastón González (Óscar Rubio, Alejandro Carbonell 22:07' Bruno Baldris (Óscar Rubio, Alejandro Carbonell) 23:50' Óscar Rubio (Alfred Ancinar) 25:01' Quim Muratet (Unai Calvo, Dorian Donath) 36:03' Juan Muñoz (Pablo Fernández) 37:18' Jaime Capillas (Jaime de Bonilla, Quim Muratet) 47:39' | Luca Basile (Alfred Encinar) 04:30' Jaime de Bonilla (Alejandro Burgos 10:12' Gastón González (Óscar Rubio, Alejandro Carbonell 22:07' Bruno Baldris (Óscar Rubio, Alejandro Carbonell) 23:50' Óscar Rubio (Alfred Ancinar) 25:01' Quim Muratet (Unai Calvo, Dorian Donath) 36:03' Juan Muñoz (Pablo Fernández) 37:18' Jaime Capillas (Jaime de Bonilla, Quim Muratet) 47:39' | 1:0 2:0 3:0 3:1 4:1 5:1 6:1 7:1 8:1 8:2 | 22:29' Ilya Spektor (Daniel Mazour, Roey Aharonovich) 57:40' Maxim Khubashvili, Aviv Milner, Michail Kozhevnikov) | Rozhodčí: Ramon Sterkens Čároví: Dario Fuchs Niklas Wilhelmsen |
| 4 min | 4 min | Tresty                                  | 12 min | Rozhodčí: Ramon Sterkens Čároví: Dario Fuchs Niklas Wilhelmsen |
| 53 | 53 | Střely                                  | 15 | Rozhodčí: Ramon Sterkens Čároví: Dario Fuchs Niklas Wilhelmsen |

| 17. dubna 2023 12:30 | Chorvatsko | 6 : 2 (2:0, 3:1, 1:1) | Island | Pista de Hielo, Madrid Návštěvnost: 64 |  |

| Report | |                                 | |                                                                   |
| Vilim Rosandić | Vilim Rosandić | Brankáři                        | Johann Ragnarsson                                                                                                   | Rozhodčí: Alexei Roshchyn Čároví: Cyril Debuche Niklas Wilhelmsen |
| Domen Vedlin (Bruno Idžan, Borna Rendulić) 01:22' Patrik Dobrić (Jan Smolec, Dominik Čanić) 08:39' Niko Čavlović (Luka Mikulić, Dominik Čanić) 30:27' Bruno Idžan (Borna Rendulić) 33:53' Dominik Čanić (Patrik Dobrić, Luka Mikulić) 37:26' Vito Idžan (Karlo Marinković) 44:03' | Domen Vedlin (Bruno Idžan, Borna Rendulić) 01:22' Patrik Dobrić (Jan Smolec, Dominik Čanić) 08:39' Niko Čavlović (Luka Mikulić, Dominik Čanić) 30:27' Bruno Idžan (Borna Rendulić) 33:53' Dominik Čanić (Patrik Dobrić, Luka Mikulić) 37:26' Vito Idžan (Karlo Marinković) 44:03' | 1:0 2:0 2:1 3:1 4:1 5:1 6:1 6:2 | 28:58' Johann Leifsson (Andri Mikaelsson, Gunnar Arason) 46:36' Emil Alengård (Viggó Hlynsson, Thorgils Eggertsson) | Rozhodčí: Alexei Roshchyn Čároví: Cyril Debuche Niklas Wilhelmsen |
| 4 min | 4 min | Tresty                          | 10 min | Rozhodčí: Alexei Roshchyn Čároví: Cyril Debuche Niklas Wilhelmsen |
| 35 | 35 | Střely                          | 25 | Rozhodčí: Alexei Roshchyn Čároví: Cyril Debuche Niklas Wilhelmsen |

| 17. dubna 2023 16:00 | Izrael | 3 : 7 (2:1, 1:3, 0:3) | Gruzie | Pista de Hielo, Madrid Návštěvnost: 76 |  |

| Report         |                |          |                |                                                              |
| Maksim Kaliaev | Maksim Kaliaev | Brankáři | Ivan Starostin | Rozhodčí: Ramon Sterkens Čároví: Michał Gerne Carlos Trobajo |
| 14 min         | 14 min         | Tresty   | 2 min          | Rozhodčí: Ramon Sterkens Čároví: Michał Gerne Carlos Trobajo |
| 17             | 17             | Střely   | 48             | Rozhodčí: Ramon Sterkens Čároví: Michał Gerne Carlos Trobajo |

| 17. dubna 2023 19:30 | Španělsko | 8 : 1 (2:0, 4:0, 2:1) | Austrálie | Pista de Hielo, Madrid Návštěvnost: 967 |  |

| Report     |            |          |                |                                                            |
| Raul Barbo | Raul Barbo | Brankáři | Anthony Kimlin | Rozhodčí: Goro Terakado Čároví: Dario Fuchs Masa Hashimoto |
| 4 min      | 4 min      | Tresty   | 14 min         | Rozhodčí: Goro Terakado Čároví: Dario Fuchs Masa Hashimoto |
| 41         | 41         | Střely   | 23             | Rozhodčí: Goro Terakado Čároví: Dario Fuchs Masa Hashimoto |

| 19. dubna 2023 12:30 | Chorvatsko | 12 : 1 (4:1, 4:0, 4:0) | Izrael | Pista de Hielo, Madrid Návštěvnost: 256 |  |

| Report | |                                                        |                                                |                                                        |
| Vito Nikolić | Vito Nikolić | Brankáři                                               | Maksim Kaliajev (od 29. minuty Nir Tichon)     | Rozhodčí: Štefan Požar Čároví: Sergio Biec Dario Fuchs |
| Borna Rendulić (Bruno Idzan, Lorian Bezuk) 00:54' Luka Jarcov (Borna Rendulić) 04:08' Luka Mikulić 09:21' Dominik Canić (Patrik Dobrić, Borna Silović) 17:31' Vito Idzan (Borna Rendulić, Luka Jarcov) 23:26' Alex Dimitrijević (Leonardo Jović, Dominik Kanaet) 28:18' Lorian Bezuk (Dominik Canić, Luka Mikulić) 37:11' Borna Rendulić (Niko Cavlović) 39:05' Luka Mikulić (Patrik Dobrić) 55:57' Karlo Marinković (Lorian Bezuk, Borna Rendulić) 56:34' Karlo Marinković (Borna Silović, Borna Rendulić) 59:26' Dominik Kanaet (Alex Dimitrijević, Niko Cavlović) 59:38' | Borna Rendulić (Bruno Idzan, Lorian Bezuk) 00:54' Luka Jarcov (Borna Rendulić) 04:08' Luka Mikulić 09:21' Dominik Canić (Patrik Dobrić, Borna Silović) 17:31' Vito Idzan (Borna Rendulić, Luka Jarcov) 23:26' Alex Dimitrijević (Leonardo Jović, Dominik Kanaet) 28:18' Lorian Bezuk (Dominik Canić, Luka Mikulić) 37:11' Borna Rendulić (Niko Cavlović) 39:05' Luka Mikulić (Patrik Dobrić) 55:57' Karlo Marinković (Lorian Bezuk, Borna Rendulić) 56:34' Karlo Marinković (Borna Silović, Borna Rendulić) 59:26' Dominik Kanaet (Alex Dimitrijević, Niko Cavlović) 59:38' | 1:0 2:0 3:0 3:1 4:1 5:1 6:1 7:1 8:1 9:1 10:1 11:1 12:1 | 16:00' Aviv Milner (Ilja Spektor, David Levin) | Rozhodčí: Štefan Požar Čároví: Sergio Biec Dario Fuchs |
| 31 min | 31 min | Tresty                                                 | 16 min                                         | Rozhodčí: Štefan Požar Čároví: Sergio Biec Dario Fuchs |
| 55 | 55 | Střely                                                 | 25                                             | Rozhodčí: Štefan Požar Čároví: Sergio Biec Dario Fuchs |

| 19. dubna 2023 16:30 | Austrálie | 2 : 4 (1:1, 1:0, 0:3) | Island | Pista de Hielo, Madrid Návštěvnost: 237 |  |

| Report                                                                                                  | |                         | |                                                               |
| Anthony Kimlin                                                                                          | Anthony Kimlin                                                                                          | Brankáři                | Jakob Johannesson | Rozhodčí: Goro Terakado Čároví: Masa Hashimoto Carlos Trobajo |
| Mackenzie Caruana (Tomas Landa, Casey Kubara) 11:42' Vadim Virjassov (Tomas Landa, John Kennedy) 32:10' | Mackenzie Caruana (Tomas Landa, Casey Kubara) 11:42' Vadim Virjassov (Tomas Landa, John Kennedy) 32:10' | 1:0 1:1 2:1 2:2 2:3 2:4 | 15:21' Niels Hafsteinsson (Kari Arnarsson, Thorgils Eggertsson) 55:03' Andri Mikaelsson (Hakon Magnusson, Atli Sveinsson) 57:13' Andri Mikaelsson (Hakon Magnusson, Johann Leifsson) 59:24' Johann Leifsson (Hakon Magnusson, Andri Mikaelsson) | Rozhodčí: Goro Terakado Čároví: Masa Hashimoto Carlos Trobajo |
| 11 min                                                                                                  | 11 min                                                                                                  | Tresty                  | 8 min | Rozhodčí: Goro Terakado Čároví: Masa Hashimoto Carlos Trobajo |
| 36 | 36 | Střely                  | 34 | Rozhodčí: Goro Terakado Čároví: Masa Hashimoto Carlos Trobajo |

| 19. dubna 2023 19:30 | Španělsko | 2 : 0 (0:0, 1:0, 1:0) | Gruzie | Pista de Hielo, Madrid Návštěvnost: 1 169 |  |

| Report                                                                                                | |          |                 |                                                                  |
| Raul Barbo                                                                                            | Raul Barbo                                                                                            | Brankáři | Mikhail Fofanov | Rozhodčí: Ramon Sterkens Čároví: Cyril Debuche Niklas Wilhelmsen |
| Dorian Donath (Juan Munoz, Pablo Zaballa) 26:07' Quim Muratet (Bruno Baldris, Gaston Gonzalez) 59:59' | Dorian Donath (Juan Munoz, Pablo Zaballa) 26:07' Quim Muratet (Bruno Baldris, Gaston Gonzalez) 59:59' | 1:0 2:0  |                 | Rozhodčí: Ramon Sterkens Čároví: Cyril Debuche Niklas Wilhelmsen |
| 6 min                                                                                                 | 6 min                                                                                                 | Tresty   | 10 min          | Rozhodčí: Ramon Sterkens Čároví: Cyril Debuche Niklas Wilhelmsen |
| 27 | 27 | Střely   | 25              | Rozhodčí: Ramon Sterkens Čároví: Cyril Debuche Niklas Wilhelmsen |

| 21. dubna 2023 12:30 | Izrael | 1 : 7 (0:2, 1:3, 0:2) | Austrálie | Pista de Hielo, Madrid Návštěvnost: 374 |  |

| Report                                           |                                                  |                                 | |                                                              |
| Maksim Kaliajev                                  | Maksim Kaliajev                                  | Brankáři                        | Anthony Kimlin | Rozhodčí: Štefan Požar Čároví: Sergio Biec Niklas Wilhelmsen |
| 29:41' Daniel Mazour (Itay Ben Tov, David Levin) | 29:41' Daniel Mazour (Itay Ben Tov, David Levin) | 0:1 0:2 0:3 1:3 1:4 1:5 1:6 1:7 | 03:44' John Kennedy (Vadim Virjassov, Robert Haselhurst) 17:48' Mackenzie Caruana (Casey Kubara) 25:16' Mackenzie Caruana (Casey Kubara, Wehebe Darge) 35:27' Mackenzie Caruana (Casey Kubara) 39:30' Vadim Virjassov (Tomas Landa) 51:41' Robert Malloy (Beau Taylor) 58:43' Robert Malloy (Wehebe Darge, Mackenzie Caruana) | Rozhodčí: Štefan Požar Čároví: Sergio Biec Niklas Wilhelmsen |
| 16 min                                           | 16 min                                           | Tresty                          | 8 min | Rozhodčí: Štefan Požar Čároví: Sergio Biec Niklas Wilhelmsen |
| 31                                               | 31                                               | Střely                          | 51 | Rozhodčí: Štefan Požar Čároví: Sergio Biec Niklas Wilhelmsen |

| 21. dubna 2023 16:00 | Gruzie | 6 : 0 (1:0, 1:0, 4:0) | Chorvatsko | Pista de Hielo, Madrid Návštěvnost: 197 |  |

| Report | |                         |                                             |                                                                |
| Ivan Starostin | Ivan Starostin | Brankáři                | Vilim Rosandić (od 46. minuty Vito Nikolić) | Rozhodčí: Alexei Roshchyn Čároví: Cyril Debuche Carlos Trobajo |
| Nikita Bukija (Ivan Marov, Arťom Kozyulin) 08:52' Danila Slesarev (Ivan Karelin, Oliver Obolgogijani) 27:19' Ivan Karelin (Oliver Obolgogijani) 42:42' Oliver Obolgogijani (Ivan Karelin, Dmitrij Ermošenko) 44:23' Ivan Švetsov (Semen Kharizov, Dmitrij Ermošenko) 45:50' Vitalij Dzijov (Nikita Bukija, Arťom Kozyulin) 55:57' | Nikita Bukija (Ivan Marov, Arťom Kozyulin) 08:52' Danila Slesarev (Ivan Karelin, Oliver Obolgogijani) 27:19' Ivan Karelin (Oliver Obolgogijani) 42:42' Oliver Obolgogijani (Ivan Karelin, Dmitrij Ermošenko) 44:23' Ivan Švetsov (Semen Kharizov, Dmitrij Ermošenko) 45:50' Vitalij Dzijov (Nikita Bukija, Arťom Kozyulin) 55:57' | 1:0 2:0 3:0 4:0 5:0 6:0 |                                             | Rozhodčí: Alexei Roshchyn Čároví: Cyril Debuche Carlos Trobajo |
| 10 min | 10 min | Tresty                  | 6 min                                       | Rozhodčí: Alexei Roshchyn Čároví: Cyril Debuche Carlos Trobajo |
| 32 | 32 | Střely                  | 24                                          | Rozhodčí: Alexei Roshchyn Čároví: Cyril Debuche Carlos Trobajo |

| 21. dubna 2023 19:30 | Island | 4 : 7 (1:2, 1:2, 2:3) | Španělsko | Pista de Hielo, Madrid Návštěvnost: 1 500 |  |

| Report | |                                             | |                                                             |
| Johann Ragnarsson (od 21. minuty Jakob Johannesson) | Johann Ragnarsson (od 21. minuty Jakob Johannesson) | Brankáři                                    | Raul Barbo | Rozhodčí: Goro Terakado Čároví: Michał Gerne Masa Hashimoto |
| Gunnar Arason (Johann Leifsson, Andri Mikaelsson) 13:05' Heidar Johannsson (Olafur Bjorgvinsson) 28:56' Kari Arnarsson (Bjarki Johannesson) 43:52' Unnar Runarsson (Emil Alengaard, Viggo Hlynsson) 59:22' | Gunnar Arason (Johann Leifsson, Andri Mikaelsson) 13:05' Heidar Johannsson (Olafur Bjorgvinsson) 28:56' Kari Arnarsson (Bjarki Johannesson) 43:52' Unnar Runarsson (Emil Alengaard, Viggo Hlynsson) 59:22' | 0:1 1:1 1:2 1:3 1:4 2:4 2:5 3:5 3:6 3:7 4:7 | 05:33' Dorian Donath (Arturo Guerra, Pablo Zaballa) 14:31' Alfred Encinar (Gaston Gonzalez, Jaime Capillas) 23:41' Juan Munoz (Gaston Gonzalez, Alfonso Garcia) 28:26' Nacho Granell (Dorian Donath, Pablo Zaballa) 42:53' Bruno Baldris (Jaime Capillas) 48:16' Adrian Torralba (Bruno Baldris, Alfonso Garcia) 52:58' Nacho Granell (Dorian Donath) | Rozhodčí: Goro Terakado Čároví: Michał Gerne Masa Hashimoto |
| 2 min | 2 min | Tresty                                      | 8 min | Rozhodčí: Goro Terakado Čároví: Michał Gerne Masa Hashimoto |
| 16 | 16 | Střely                                      | 37 | Rozhodčí: Goro Terakado Čároví: Michał Gerne Masa Hashimoto |

| 22. dubna 2023 12:30 | Austrálie | 2 : 3 (1:0, 0:3, 1:0) | Gruzie | Pista de Hielo, Madrid Návštěvnost: 195 |  |

| Report                                                                                    |                                                                                           |                     | |                                                             |
| Charles Smart                                                                             | Charles Smart                                                                             | Brankáři            | Mikhail Fofanov | Rozhodčí: Alexei Roshchyn Čároví: Sergio Biec Cyril Debuche |
| Mackenzie Caruana (Lynden Lodge) 15:19' Cameron Todd (James Woodman, Casey Kubara) 15:19' | Mackenzie Caruana (Lynden Lodge) 15:19' Cameron Todd (James Woodman, Casey Kubara) 15:19' | 1:0 1:1 1:2 1:3 2:3 | 27:28' Dmitrij Ermošenko (Danila Slesarev, Boris Kočkin) 31:50' Ivan Karelin (Boris Kočkin, Oliver Obolgogijani) 34:28' Ivan Karelin (Semen Kharizov, Ivan Marov) | Rozhodčí: Alexei Roshchyn Čároví: Sergio Biec Cyril Debuche |
| 8 min                                                                                     | 8 min                                                                                     | Tresty              | 6 min | Rozhodčí: Alexei Roshchyn Čároví: Sergio Biec Cyril Debuche |
| 40                                                                                        | 40                                                                                        | Střely              | 28 | Rozhodčí: Alexei Roshchyn Čároví: Sergio Biec Cyril Debuche |

| 22. dubna 2023 16:00 | Island | 3 : 7 (1:1, 2:4, 0:2) | Izrael | Pista de Hielo, Madrid Návštěvnost: 200 |  |

| Report | |                                         | |                                                            |
| Jakob Johannesson | Jakob Johannesson | Brankáři                                | Nir Tichon | Rozhodčí: Goro Terakado Čároví: Dario Fuchs Carlos Trobajo |
| Andri Mikaelsson (Johann Leifsson, Thorgils Eggertsson) 12:51' Gunnar Arason (Andri Mikaelsson, Hakon Magnusson) 22:02' Heidar Johannsson (Gunnar Arason, Emil Alengaard) 31:25' | Andri Mikaelsson (Johann Leifsson, Thorgils Eggertsson) 12:51' Gunnar Arason (Andri Mikaelsson, Hakon Magnusson) 22:02' Heidar Johannsson (Gunnar Arason, Emil Alengaard) 31:25' | 0:1 1:1 2:1 2:2 2:3 3:3 3:4 3:5 3:6 3:7 | 02:05' David Levin (Ilja Spektor, Aviv Milner) 23:52' Roy Aharonovich (Ilja Spektor) 30:56' David Levin 36:17' Aviv Milner (David Levin) 39:23' Aviv Milner (David Levin, Michael Kozhevnikov) 49:17' Aviv Milner (David Levin) 59:22' Ilja Spektor (David Levin, Jevgenij Kozhevnikov) | Rozhodčí: Goro Terakado Čároví: Dario Fuchs Carlos Trobajo |
| 10 min | 10 min | Tresty                                  | 8 min | Rozhodčí: Goro Terakado Čároví: Dario Fuchs Carlos Trobajo |
| 41 | 41 | Střely                                  | 30 | Rozhodčí: Goro Terakado Čároví: Dario Fuchs Carlos Trobajo |

| 22. dubna 2023 19:30 | Chorvatsko | 2 : 5 (2:1, 0:1, 0:3) | Španělsko | Pista de Hielo, Madrid Návštěvnost: 1 500 |  |

| Report                                                           |                                                                  |                             | |                                                              |
| Vilim Rosandić                                                   | Vilim Rosandić                                                   | Brankáři                    | Raul Barbo | Rozhodčí: Ramon Sterkens Čároví: Michał Gerne Masa Hashimoto |
| Luka Jarcov 07:24' Bruno Kegalj (Luka Jarcov, Vito Idzan) 10:06' | Luka Jarcov 07:24' Bruno Kegalj (Luka Jarcov, Vito Idzan) 10:06' | 1:0 2:0 2:1 2:2 2:3 2:4 2:5 | 11:18' Dorian Donath (Pablo Fernandez, Alfonso Garcia) 20:33' Gaston Gonzalez (Alfred Encinar) 53:06' Dorian Donath (Juan Munoz) 57:20' Oriol Rubio (Alejandro Carbonell, Pablo Fernandez) 58:06' Quim Muratet (Pablo Fernandez, Alfred Encinar) | Rozhodčí: Ramon Sterkens Čároví: Michał Gerne Masa Hashimoto |
| 12 min                                                           | 12 min                                                           | Tresty                      | 6 min | Rozhodčí: Ramon Sterkens Čároví: Michał Gerne Masa Hashimoto |
| 24                                                               | 24                                                               | Střely                      | 36 | Rozhodčí: Ramon Sterkens Čároví: Michał Gerne Masa Hashimoto |

### Hráčské statistiky

#### Kanadské bodování
Toto je konečné pořadí hráčů podle dosažených bodů. Za jeden vstřelený gól nebo přihrávku na gól hráč získal jeden bod.
| Poř. | Hráč                | Tým        | Z | G | A | B  | TM | +/- |
| ---- | ------------------- | ---------- | - | - | - | -- | -- | --- |
| 1.   | Borna Rendulić      | Chorvatsko | 5 | 4 | 7 | 11 | 4  | +2  |
| 2.   | Ivan Karelin        | Gruzie     | 5 | 6 | 3 | 9  | 8  | +6  |
| 3.   | David Levin         | Izrael     | 4 | 2 | 7 | 9  | 0  | -3  |
| 4.   | Dorian Donath       | Španělsko  | 5 | 5 | 3 | 8  | 0  | +6  |
| 4.   | Aviv Milner         | Izrael     | 5 | 5 | 3 | 8  | 8  | 0   |
| 6.   | Alejandro Carbonell | Španělsko  | 5 | 3 | 5 | 8  | 2  | +6  |
| 7.   | Gaston Gonzalez     | Španělsko  | 5 | 4 | 3 | 7  | 4  | +8  |
| 8.   | Andri Mikaelsson    | Island     | 5 | 3 | 4 | 7  | 0  | -1  |
| 8.   | Ilja Spektor        | Izrael     | 5 | 3 | 4 | 7  | 8  | -4  |
| 10.  | Casey Kubara        | Austrálie  | 5 | 1 | 6 | 7  | 0  | -1  |

#### Hodnocení brankářů
Toto je konečné pořadí pěti nejlepších brankářů.
| Poř. | Hráč            | Tým        | Z. | MIN    | OG | PZ  | PS  | POG  | Úsp%  |
| ---- | --------------- | ---------- | -- | ------ | -- | --- | --- | ---- | ----- |
| 1.   | Ivan Starostin  | Gruzie     | 3  | 180:00 | 4  | 71  | 75  | 1.33 | 94.67 |
| 2.   | Raul Barbo      | Španělsko  | 5  | 300:00 | 9  | 94  | 103 | 1.80 | 91.26 |
| 3.   | Anthony Kimlin  | Austrálie  | 4  | 238:28 | 17 | 114 | 131 | 4.28 | 87.02 |
| 4.   | Maksim Kaliajev | Izrael     | 4  | 170:03 | 19 | 123 | 142 | 6.70 | 86.62 |
| 5.   | Vilim Rosandić  | Chorvatsko | 4  | 225:50 | 16 | 98  | 114 | 4.25 | 85.96 |

### Ocenění
| Pozice  | Hráč           |
| ------- | -------------- |
| Brankář | Raul Barbo     |
| Obránce | Bruno Baldris  |
| Útočník | Borna Rendulić |

## Skupina B

### Účastníci
| Tým                     | Kvalifikace                                                |
| ----------------------- | ---------------------------------------------------------- |
| Nový Zéland             | 3. místo v Divizi II – skupina B 2019                      |
| Belgie                  | 3. místo v Divizi II – skupina B 2022                      |
| Bulharsko               | 4. místo v Divizi II – skupina B 2022                      |
| Mexiko                  | 5. místo v Divizi II – skupina B 2022                      |
| Spojené arabské emiráty | 1. místo v Divizi III – skupina A 2022 a postup            |
| Turecko                 | Pořadatel, 2. místo v Divizi III – skupina A 2022 a postup |

### Rozhodčí
| Hlavní                                                                             | Čároví |
| ---------------------------------------------------------------------------------- | --- |
| - Robert Love-Dekazos - Trpimir Piragić - Bastian Steingross - Konstantin Chubenko | - Chi Hongda - Tomislav Grozaj - Wayne Gerth - Nathan Carmichael - Lodewijk Beelen - Berkay Aslanbey - Taha Kavlakoğlu |

### Tabulka
|  | Postupující do divize II A  |
|  | Sestupující do divize III A |

| Poř. | Tým                     | Z | V | VP | PP | P | GV | GI | +/- | B  |
| ---- | ----------------------- | - | - | -- | -- | - | -- | -- | --- | -- |
| 1.   | Spojené arabské emiráty | 5 | 5 | 0  | 0  | 0 | 35 | 10 | +25 | 15 |
| 2.   | Belgie                  | 5 | 4 | 0  | 0  | 1 | 33 | 10 | +23 | 12 |
| 3.   | Bulharsko               | 5 | 3 | 0  | 0  | 2 | 19 | 20 | -1  | 9  |
| 4.   | Nový Zéland             | 5 | 2 | 0  | 0  | 3 | 15 | 22 | -7  | 6  |
| 5.   | Turecko                 | 5 | 1 | 0  | 0  | 4 | 12 | 26 | -14 | 3  |
| 6.   | Mexiko                  | 5 | 0 | 0  | 0  | 5 | 10 | 36 | -26 | 0  |

### Zápasy
Všechny časy jsou místní (UTC+3).
| 17. dubna 2023 13:00 | Nový Zéland | 1 : 4 (0:0, 0:1, 1:3) | Belgie | Zeytinburnu Ice Rink, Istanbul Návštěvnost: 51 |  |

| Report                                  |                                         |                     | |                                                                       |
| Joel Hasselman                          | Joel Hasselman                          | Brankáři            | Arne Waumans | Rozhodčí: Konstantin Chubenko Čároví: Berkay Aslanbey Lodewijk Beelen |
| Robin Vortanov (Daniel Nicholls) 49:57' | Robin Vortanov (Daniel Nicholls) 49:57' | 0:1 0:2 1:2 1:3 1:4 | 29:21' Boris Kolyasnikov (Rik Cuylen, Mauro Pyl) 45:58' Ben Coolen (Iniaz Steyaert, Brent Bogaerts) 53:43' Ben Van den Bogaert (Aren Van Espen) 54:02' Sam Verelst (Ben Coolen) | Rozhodčí: Konstantin Chubenko Čároví: Berkay Aslanbey Lodewijk Beelen |
| 8 min                                   | 8 min                                   | Tresty              | 4 min | Rozhodčí: Konstantin Chubenko Čároví: Berkay Aslanbey Lodewijk Beelen |
| 11                                      | 11                                      | Střely              | 56 | Rozhodčí: Konstantin Chubenko Čároví: Berkay Aslanbey Lodewijk Beelen |

| 17. dubna 2023 16:30 | Bulharsko | 4 : 2 (1:1, 2:0, 1:1) | Mexiko | Zeytinburnu Ice Rink, Istanbul Návštěvnost: 63 |  |

| Report | |                         |                                                                                               |                                                                     |
| Dimiar Dimitrov | Dimiar Dimitrov | Brankáři                | Tomas Payro                                                                                   | Rozhodčí: Trpimir Piragić Čároví: Nathan Carmichael Taha Kavlakoğlu |
| Yanaki Gatchev (Alexey Yotov) 05:00' Martin Nakov (Stanislav Muhachev) 27:58' Miroslav Vasilev (bez asistence) 30:23' Miroslav Vasilev (Daniel Dilkov, Veselin Dikov) 55:35' | Yanaki Gatchev (Alexey Yotov) 05:00' Martin Nakov (Stanislav Muhachev) 27:58' Miroslav Vasilev (bez asistence) 30:23' Miroslav Vasilev (Daniel Dilkov, Veselin Dikov) 55:35' | 0:1 1:1 2:1 3:1 3:2 4:2 | 01:51' Héctor Majul (bez asistence) 44:01' Ángel Tapia (Alexander Valencia, Toshia Matsubara) | Rozhodčí: Trpimir Piragić Čároví: Nathan Carmichael Taha Kavlakoğlu |
| 31 min | 31 min | Tresty                  | 14 min                                                                                        | Rozhodčí: Trpimir Piragić Čároví: Nathan Carmichael Taha Kavlakoğlu |
| 31 | 31 | Střely                  | 28                                                                                            | Rozhodčí: Trpimir Piragić Čároví: Nathan Carmichael Taha Kavlakoğlu |

| 17. dubna 2023 20:30 | Turecko | 0 : 8 (0:3, 0:4, 0:1) | Spojené arabské emiráty | Zeytinburnu Ice Rink, Istanbul Návštěvnost: 85 |  |

| Report                      |                             |                                 | |                                                                  |
| Eren Demirtürk Tolga Bozacı | Eren Demirtürk Tolga Bozacı | Brankáři                        | Mate Tomljenović | Rozhodčí: Bastian Steingross Čároví: Wayne Gerth Tomislav Grozaj |
|                             |                             | 0:1 0:2 0:3 0:4 0:5 0:6 0:7 0:8 | 07:57' Maxim Zakharau (Ilia Chuikov, Sergei Kuznetsov) 11:11' Artem Klavdiev (Sergei Kuznetsov, Dmitri Shapavalau) 11:50' Sergei Kuznetsov (Abdulla Al-Humaidi, Talal Binsammoud) 23:17' Ilia Chuikov (Sergei Kuznetsov, Maxim Zakharau) 25:27' Sergei Kuznetsov (Ilia Chuikov) 30:20' Ilia Chuikov (Maxim Zakharau, Juma Al-Dhaheri) 37:53' Maxim Zakharau (Juma Al-Dhaheri, Ilia Chuikov) 55:02' Maxim Zakharau (Ilia Chuikov, Nils Remess) | Rozhodčí: Bastian Steingross Čároví: Wayne Gerth Tomislav Grozaj |
| 10 min                      | 10 min                      | Tresty                          | 4 min | Rozhodčí: Bastian Steingross Čároví: Wayne Gerth Tomislav Grozaj |
| 27                          | 27                          | Střely                          | 46 | Rozhodčí: Bastian Steingross Čároví: Wayne Gerth Tomislav Grozaj |

| 18. dubna 2023 13:00 | Bulharsko | 7 : 2 (4:0, 0:0, 3:2) | Nový Zéland | Zeytinburnu Ice Rink, Istanbul Návštěvnost: 63 |  |

| Report | |                                     |                                                                                  |                                                                  |
| Dimiar Dimitrov | Dimiar Dimitrov | Brankáři                            | Csaba Kercsó-Magos Joel Hasselman                                                | Rozhodčí: Robert Love-Dekazos Čároví: Chi Hongda Taha Kavlakoğlu |
| Alexey Yotov (Nikola Tchaliov) 01:31' Miroslav Vasilev (Martin Boyadijev) 09:52' Alexey Yotov (Nikola Tchaliov) 17:19' Veselin Dikov (Miroslav Vasilev) 18:31' Daniel Dilkov (Veselin Dikov, Yanaki Gatchev) 40:49' Alexey Yotov (Veselin Dikov) 48:31' Daniel Dilkov (bez asistence) 49:44' | Alexey Yotov (Nikola Tchaliov) 01:31' Miroslav Vasilev (Martin Boyadijev) 09:52' Alexey Yotov (Nikola Tchaliov) 17:19' Veselin Dikov (Miroslav Vasilev) 18:31' Daniel Dilkov (Veselin Dikov, Yanaki Gatchev) 40:49' Alexey Yotov (Veselin Dikov) 48:31' Daniel Dilkov (bez asistence) 49:44' | 1:0 2:0 3:0 4:0 5:0 6:0 6:1 7:1 7:2 | 48:52' Robin Vortanov (Liam Dallimore) 59:15' Jordan Challis (Aleksandr Polozov) | Rozhodčí: Robert Love-Dekazos Čároví: Chi Hongda Taha Kavlakoğlu |
| 39 min | 39 min | Tresty                              | 10 min                                                                           | Rozhodčí: Robert Love-Dekazos Čároví: Chi Hongda Taha Kavlakoğlu |
| 46 | 46 | Střely                              | 29                                                                               | Rozhodčí: Robert Love-Dekazos Čároví: Chi Hongda Taha Kavlakoğlu |

| 18. dubna 2023 16:30 | Belgie | 3 : 4 (0:2, 1:2, 2:0) | Spojené arabské emiráty | Zeytinburnu Ice Rink, Istanbul Návštěvnost: 78 |  |

| Report                     |                            |          |                  |                                                                  |
| Arne Waumans Jelle Lievens | Arne Waumans Jelle Lievens | Brankáři | Mate Tomljenović | Rozhodčí: Bastian Steingross Čároví: Berkay Aslanbey Wayne Gerth |
| 66 min                     | 66 min                     | Tresty   | 10 min           | Rozhodčí: Bastian Steingross Čároví: Berkay Aslanbey Wayne Gerth |
| 50                         | 50                         | Střely   | 21               | Rozhodčí: Bastian Steingross Čároví: Berkay Aslanbey Wayne Gerth |

| 18. dubna 2023 20:30 | Mexiko | 0 : 5 (0:3, 0:1, 0:1) | Turecko | Zeytinburnu Ice Rink, Istanbul Návštěvnost: 185 |  |

| Report                           |                                  |          |              |                                                                         |
| Tomas Payro Marcello de Antuñano | Tomas Payro Marcello de Antuñano | Brankáři | Tolga Bozacı | Rozhodčí: Konstantin Chubenko Čároví: Lodewijk Beelen Nathan Carmichael |
| 14 min                           | 14 min                           | Tresty   | 39 min       | Rozhodčí: Konstantin Chubenko Čároví: Lodewijk Beelen Nathan Carmichael |
| 36                               | 36                               | Střely   | 28           | Rozhodčí: Konstantin Chubenko Čároví: Lodewijk Beelen Nathan Carmichael |

| 20. dubna 2023 13:00 | Nový Zéland | 1 : 7 (1:1, 0:4, 0:2) | Spojené arabské emiráty | Zeytinburnu Ice Rink, Istanbul Návštěvnost: 54 |  |

| Report                                          |                                                 |                                 | |                                                                       |
| Csaba Kercso-Magos                              | Csaba Kercso-Magos                              | Brankáři                        | Mate Tomljenović | Rozhodčí: Konstantin Chubenko Čároví: Lodewijk Beelen Tomislav Grozaj |
| Joshua Louw (Kahu Joyce, Liam Dallimore) 02:38' | Joshua Louw (Kahu Joyce, Liam Dallimore) 02:38' | 1:0 1:1 1:2 1:3 1:4 1:5 1:6 1:7 | 04:40' Maxim Zakharau (Dmitrij Šapavalau) 25:25' Juma Al Dhaheri (Sergej Kuzněcov) 26:30' Sergej Kuzněcov (Juma Al Dhaheri, Maxim Zakharau) 29:54' Arťom Klavdijev 34:56' Ilja Čujkov (Luka Vukoja, Maxim Zakharau) 46:57' Maxim Zakharau (Alikhan Bassajev, Ilja Čujkov) 48:01' Sergej Kuzněcov (Abdulla Alhumaidi) | Rozhodčí: Konstantin Chubenko Čároví: Lodewijk Beelen Tomislav Grozaj |
| 4 min                                           | 4 min                                           | Tresty                          | 6 min | Rozhodčí: Konstantin Chubenko Čároví: Lodewijk Beelen Tomislav Grozaj |
| 23                                              | 23                                              | Střely                          | 57 | Rozhodčí: Konstantin Chubenko Čároví: Lodewijk Beelen Tomislav Grozaj |

| 20. dubna 2023 16:30 | Belgie | 11 : 2 (4:0, 4:2, 3:0) | Mexiko | Zeytinburnu Ice Rink, Istanbul Návštěvnost: 45 |  |

| Report | |                                                       |                                                                                   |                                                                       |
| Jelle Lievens | Jelle Lievens | Brankáři                                              | Tomas Payro (od 21. minuty Marcello de Antunano)                                  | Rozhodčí: Robert Love-Dekazos Čároví: Berkay Aslanbey Taha Kavlakoğlu |
| Vadim Gyesbreghs (Sam Verelst) 09:10' Sam Verelst (Ben van den Bogaert, Ben Coolen) 12:57' Rik Cuylen (Xavier Blanchy) 14:48' Ben Coolen (Ben van den Bogaert) 15:31' Vadim Gyesbreghs (Alec James, Dries Blockx) 20:35' Alec James (Dries Blockx) 24:57' Ben van den Bogaert (Xavier Blanchy) 34:55' Sandro Bosmans (Boris Koljasnikov, Vadim Gyesbreghs) 36:20' Dries Blockx (Alec James, Vadim Gyesbreghs) 40:38' Ben van den Bogaert (Sam Verelst) 51:25' Sam Verelst (Rik Cuylen) 52:15' | Vadim Gyesbreghs (Sam Verelst) 09:10' Sam Verelst (Ben van den Bogaert, Ben Coolen) 12:57' Rik Cuylen (Xavier Blanchy) 14:48' Ben Coolen (Ben van den Bogaert) 15:31' Vadim Gyesbreghs (Alec James, Dries Blockx) 20:35' Alec James (Dries Blockx) 24:57' Ben van den Bogaert (Xavier Blanchy) 34:55' Sandro Bosmans (Boris Koljasnikov, Vadim Gyesbreghs) 36:20' Dries Blockx (Alec James, Vadim Gyesbreghs) 40:38' Ben van den Bogaert (Sam Verelst) 51:25' Sam Verelst (Rik Cuylen) 52:15' | 1:0 2:0 3:0 4:0 5:0 5:1 6:1 7:1 8:1 8:2 9:2 10:2 11:2 | 22:46' Tyler Chavez (Rene Diaz) 39:59' Hector Majul (Angel Tapia, Daniel Cuellar) | Rozhodčí: Robert Love-Dekazos Čároví: Berkay Aslanbey Taha Kavlakoğlu |
| 32 min | 32 min | Tresty                                                | 18 min                                                                            | Rozhodčí: Robert Love-Dekazos Čároví: Berkay Aslanbey Taha Kavlakoğlu |
| 65 | 65 | Střely                                                | 14                                                                                | Rozhodčí: Robert Love-Dekazos Čároví: Berkay Aslanbey Taha Kavlakoğlu |

| 20. dubna 2023 20:00 | Bulharsko | 5 : 3 (1:0, 2:0, 2:3) | Turecko | Zeytinburnu Ice Rink, Istanbul Návštěvnost: 280 |  |

| Report | |                                 | |                                                          |
| Dimitar Dimitrov | Dimitar Dimitrov | Brankáři                        | Tolga Bozaci | Rozhodčí: Trpimir Piragić Čároví: Chi Hongda Wayne Gerth |
| Martin Nakov (Alexander Stamenov, Tomislav Georgijev) 15:58' Tomislav Georgijev (Martin Boyadjiev) 22:19' Nikola Tchalijov (Martin Boyadjiev) 34:36' Daniel Dilkov (Miroslav Vasiljev, Nikola Tchalijov) 59:42' Konstantin Dikov (Tomislav Georgijev, do prázdné branky) 59:46' | Martin Nakov (Alexander Stamenov, Tomislav Georgijev) 15:58' Tomislav Georgijev (Martin Boyadjiev) 22:19' Nikola Tchalijov (Martin Boyadjiev) 34:36' Daniel Dilkov (Miroslav Vasiljev, Nikola Tchalijov) 59:42' Konstantin Dikov (Tomislav Georgijev, do prázdné branky) 59:46' | 1:0 2:0 3:0 3:1 3:2 3:3 4:3 5:3 | 43:30' Jusuf Kars (Ferhat Bakal, Fatih Taygar) 46:12' Omer Kars (Sefa Kavaz, Sait Bingol) 51:24' Oguz Karakoc (Omer Kars, Emre Faner) | Rozhodčí: Trpimir Piragić Čároví: Chi Hongda Wayne Gerth |
| 18 min | 18 min | Tresty                          | 6 min | Rozhodčí: Trpimir Piragić Čároví: Chi Hongda Wayne Gerth |
| 36 | 36 | Střely                          | 36 | Rozhodčí: Trpimir Piragić Čároví: Chi Hongda Wayne Gerth |

| 21. dubna 2023 13:00 | Mexiko | 2 : 7 (1:2, 0:3, 1:2) | Nový Zéland | Zeytinburnu Ice Rink, Istanbul Návštěvnost: 43 |  |

| Report | |                                     | |                                                               |
| Tomas Payro (od 41. minuty Marcello de Antunano)                                                            | Tomas Payro (od 41. minuty Marcello de Antunano)                                                            | Brankáři                            | Joel Hasselman | Rozhodčí: Trpimir Piragić Čároví: Berkay Aslanbey Wayne Gerth |
| Alexander Valencia (Daniel Cuellar, Luis Valencia) 09:13' Daniel Cuellar (Jesus Garcia, Angel Tapia) 40:11' | Alexander Valencia (Daniel Cuellar, Luis Valencia) 09:13' Daniel Cuellar (Jesus Garcia, Angel Tapia) 40:11' | 1:0 1:1 1:2 1:3 1:4 1:5 2:5 2:6 2:7 | 14:01' Nicholas Craig (Andrew Cox, Jordan Challis) 17:47' Ondřej Kozák (Alexander Regan) 26:14' Nicholas Henderson (Callum Burns, Andrew Cox) 32:16' Joseph Orr (Ondřej Kozák, Aleksandr Polozov) 37:00' Frazer Ellis (Nicholas Henderson, Andrew Cox) 40:35' Ondřej Kozák (Aleksandr Polozov) 46:44' Liam Dallimore (Robin Vortanov, Flynn Jones) | Rozhodčí: Trpimir Piragić Čároví: Berkay Aslanbey Wayne Gerth |
| 16 min | 16 min | Tresty                              | 12 min | Rozhodčí: Trpimir Piragić Čároví: Berkay Aslanbey Wayne Gerth |
| 18 | 18 | Střely                              | 50 | Rozhodčí: Trpimir Piragić Čároví: Berkay Aslanbey Wayne Gerth |

| 21. dubna 2023 16:30 | Spojené arabské emiráty | 7 : 2 (2:0, 5:1, 0:1) | Bulharsko | Zeytinburnu Ice Rink, Istanbul Návštěvnost: 87 |  |

| Report | |                                     |                                                                            |                                                                 |
| Mate Tomljenović | Mate Tomljenović | Brankáři                            | Dimitar Dimitrov (od 41. minuty Andrea Karabadjakov)                       | Rozhodčí: Bastian Steingross Čároví: Chi Hongda Taha Kavlakoğlu |
| Abdulla Alhumaidi (Dmitrij Šapavalau, Talal Binsammoud) 07:36' Arťom Klavdijev (Luka Vukoja) 19:59' Alexander Usenka (Maxim Zakharau, Arťom Klavdijev) 22:31' Alexander Usenka (Arťom Klavdijev, Khalifa Al Mahrooqi) 22:47' Ilja Čujkov (Sergej Kuzněcov, Mate Tomljenović) 27:47' Talal Binsammoud (Dmitrij Šapavalau) 31:38' Arťom Klavdijev 34:25' | Abdulla Alhumaidi (Dmitrij Šapavalau, Talal Binsammoud) 07:36' Arťom Klavdijev (Luka Vukoja) 19:59' Alexander Usenka (Maxim Zakharau, Arťom Klavdijev) 22:31' Alexander Usenka (Arťom Klavdijev, Khalifa Al Mahrooqi) 22:47' Ilja Čujkov (Sergej Kuzněcov, Mate Tomljenović) 27:47' Talal Binsammoud (Dmitrij Šapavalau) 31:38' Arťom Klavdijev 34:25' | 1:0 2:0 3:0 4:0 5:0 5:1 6:1 7:1 7:2 | 29:42' Veselin Dikov (Miroslav Vasiljev, Daniel Dilkov 50:52' Alexej Jotov | Rozhodčí: Bastian Steingross Čároví: Chi Hongda Taha Kavlakoğlu |
| 4 min | 4 min | Tresty                              | 11 min                                                                     | Rozhodčí: Bastian Steingross Čároví: Chi Hongda Taha Kavlakoğlu |
| 42 | 42 | Střely                              | 23                                                                         | Rozhodčí: Bastian Steingross Čároví: Chi Hongda Taha Kavlakoğlu |

| 21. dubna 2023 20:00 | Turecko | 2 : 9 (2:2, 0:4, 0:3) | Belgie | Zeytinburnu Ice Rink, Istanbul Návštěvnost: 428 |  |

| Report                                                             |                                                                    |                                             | |                                                                         |
| Tolga Bozaci (od 41. minuty Eren Demirtuk)                         | Tolga Bozaci (od 41. minuty Eren Demirtuk)                         | Brankáři                                    | Jelle Lievens (od 2. minuty Arne Waumans) | Rozhodčí: Robert Love-Dekazos Čároví: Nathan Carmichael Tomislav Grozaj |
| Osman Meydanci (Ege Odabas) 01:27' Ahmet Hars (Kemal Aydin) 01:39' | Osman Meydanci (Ege Odabas) 01:27' Ahmet Hars (Kemal Aydin) 01:39' | 1:0 2:0 2:1 2:2 2:3 2:4 2:5 2:6 2:7 2:8 2:9 | 05:32' Vadim Gyesbreghs (Boris Koljasniko) 09:11' Alec James (Arne van Espen) 23:36' Sam Verelst (Iniaz Steyaert, Vadim Gyesbreghs) 26:12' Dries Blockx (Alec James, Vadim Gyesbreghs) 31:15' Alec James (Sam Verelst, Vadim Gyesbreghs) 35:16' Jeffie Versin (Vadim Gyesbreghs, Sandro Bosmans) 49:11' Ben Coolen (Xavier Blanchy) 49:52' Vadim Gyesbreghs (Sam Verelst) 59:17' Sam Verelst (Dries Blockx, Vadim Gyesbreghs) | Rozhodčí: Robert Love-Dekazos Čároví: Nathan Carmichael Tomislav Grozaj |
| 23 min                                                             | 23 min                                                             | Tresty                                      | 6 min | Rozhodčí: Robert Love-Dekazos Čároví: Nathan Carmichael Tomislav Grozaj |
| 24                                                                 | 24                                                                 | Střely                                      | 59 | Rozhodčí: Robert Love-Dekazos Čároví: Nathan Carmichael Tomislav Grozaj |

| 23. dubna 2023 13:00 | Spojené arabské emiráty | 9 : 4 (3:0, 1:2, 5:2) | Mexiko | Zeytinburnu Ice Rink, Istanbul Návštěvnost: 48 |  |

| Report | |                                                     | |                                                                  |
| Ahmed Al-Dhaheri | Ahmed Al-Dhaheri | Brankáři                                            | Marcello de Antunano | Rozhodčí: Robert Love-Dekazos Čároví: Chi Hongda Taha Kavlakoğlu |
| Sergej Kuzněcov (Luka Vukoja) 00:59' Luka Vukoja (Nils Remess) 09:35' Arťom Klavdijev (Alexander Usenka, Sergej Kuzněcov) 19:13' Mohammed Al-Dhaheri (Luka Vukoja, Arťom Klavdijev) 38:11' Maxim Zakharau (Dmitrij Šapavalau) 45:20' Arťom Klavdijev (Sergej Kuzněcov, Alexander Usenka) 45:32' Sergej Kuzněcov (Juma Al-Dhaheri, Maxim Zakharau) 48:00' Sergej Kuzněcov (Juma Al-Dhaheri, Maxim Zakharau) 51:18' Juma Al-Dhaheri (Sergej Kuzněcov, Luka Vukoja) 53:59' | Sergej Kuzněcov (Luka Vukoja) 00:59' Luka Vukoja (Nils Remess) 09:35' Arťom Klavdijev (Alexander Usenka, Sergej Kuzněcov) 19:13' Mohammed Al-Dhaheri (Luka Vukoja, Arťom Klavdijev) 38:11' Maxim Zakharau (Dmitrij Šapavalau) 45:20' Arťom Klavdijev (Sergej Kuzněcov, Alexander Usenka) 45:32' Sergej Kuzněcov (Juma Al-Dhaheri, Maxim Zakharau) 48:00' Sergej Kuzněcov (Juma Al-Dhaheri, Maxim Zakharau) 51:18' Juma Al-Dhaheri (Sergej Kuzněcov, Luka Vukoja) 53:59' | 1:0 2:0 3:0 3:1 3:2 4:2 5:2 6:2 7:2 7:3 8:3 9:3 9:4 | 20:32' Angel Tapia (Said Ayala, Daniel Cuellar) 32:19' Alejandro Apud (Daniel Cuellar, Rene Diaz) 48:26' Eduardo Valencia (Jack Rullan, Tyler Chavez) 57:28' Daniel Cuellar (Angel Tapia, Rene Diaz) | Rozhodčí: Robert Love-Dekazos Čároví: Chi Hongda Taha Kavlakoğlu |
| 14 min | 14 min | Tresty                                              | 12 min | Rozhodčí: Robert Love-Dekazos Čároví: Chi Hongda Taha Kavlakoğlu |
| 54 | 54 | Střely                                              | 22 | Rozhodčí: Robert Love-Dekazos Čároví: Chi Hongda Taha Kavlakoğlu |

| 23. dubna 2023 16:30 | Belgie | 6 : 1 (2:0, 2:1, 2:0) | Bulharsko | Zeytinburnu Ice Rink, Istanbul Návštěvnost: 55 |  |

| Report | |                             |                                                         |                                                                        |
| Arne Waumans | Arne Waumans | Brankáři                    | Dimitar Dimitrov                                        | Rozhodčí: Bastian Steingross Čároví: Berkay Aslanbey Nathan Carmichael |
| Alec James (Iniaz Steyaert, Dries Blockx) 11:20' Dries Blockx (Iniaz Steyaert, Alec James) 16:33' Sam Verelst (Arne van Espen, Ben Coolen) 30:28' Ben van den Bogaert (Sam Verelst, Ben Coolen) 35:11' Dries Blockx (Arne van Espen, Alec James) 50:24' Ben Coolen (Sam Verelst) 51:49' | Alec James (Iniaz Steyaert, Dries Blockx) 11:20' Dries Blockx (Iniaz Steyaert, Alec James) 16:33' Sam Verelst (Arne van Espen, Ben Coolen) 30:28' Ben van den Bogaert (Sam Verelst, Ben Coolen) 35:11' Dries Blockx (Arne van Espen, Alec James) 50:24' Ben Coolen (Sam Verelst) 51:49' | 1:0 2:0 2:1 3:1 4:1 5:1 6:1 | 21:50' Nikola Tchaliov (Alexej Jotov, Martin Boyadjiev) | Rozhodčí: Bastian Steingross Čároví: Berkay Aslanbey Nathan Carmichael |
| 8 min | 8 min | Tresty                      | 12 min                                                  | Rozhodčí: Bastian Steingross Čároví: Berkay Aslanbey Nathan Carmichael |
| 59 | 59 | Střely                      | 12                                                      | Rozhodčí: Bastian Steingross Čároví: Berkay Aslanbey Nathan Carmichael |

| 23. dubna 2023 20:00 | Nový Zéland | 4 : 2 (4:0, 0:0, 0:2) | Turecko | Zeytinburnu Ice Rink, Istanbul Návštěvnost: 610 |  |

| Report | |                         |                                                                                 |                                                                       |
| Joel Hasselman | Joel Hasselman | Brankáři                | Tolga Bozaci                                                                    | Rozhodčí: Konstantin Chubenko Čároví: Lodewijk Beelen Tomislav Grozaj |
| Joseph Orr (Ondřej Kozák, Aleksandr Polozov) 01:02' Nicholas Henderson (Andrew Cox, Callum Burns) 08:21' Jordan Challis (Andrew Cox, Aleksandr Polozov) 18:32' Daniel Nicholls (Joseph Orr, Aleksandr Polozov) 18:58' | Joseph Orr (Ondřej Kozák, Aleksandr Polozov) 01:02' Nicholas Henderson (Andrew Cox, Callum Burns) 08:21' Jordan Challis (Andrew Cox, Aleksandr Polozov) 18:32' Daniel Nicholls (Joseph Orr, Aleksandr Polozov) 18:58' | 1:0 2:0 3:0 4:0 4:1 4:2 | 50:01' Ferhat Bakal (Emre Faner) 58:56' Ferhat Bakal (Emre Faner, Fatih Taygar) | Rozhodčí: Konstantin Chubenko Čároví: Lodewijk Beelen Tomislav Grozaj |
| 16 min | 16 min | Tresty                  | 14 min                                                                          | Rozhodčí: Konstantin Chubenko Čároví: Lodewijk Beelen Tomislav Grozaj |
| 30 | 30 | Střely                  | 35                                                                              | Rozhodčí: Konstantin Chubenko Čároví: Lodewijk Beelen Tomislav Grozaj |

### Hráčské statistiky

#### Kanadské bodování
Toto je konečné pořadí hráčů podle dosažených bodů. Za jeden vstřelený gól nebo přihrávku na gól hráč získal jeden bod.
| Poř. | Hráč             | Tým                     | Z | G | A | B  | TM | +/- |
| ---- | ---------------- | ----------------------- | - | - | - | -- | -- | --- |
| 1.   | Sergej Kuzněcov  | Spojené arabské emiráty | 5 | 8 | 9 | 17 | 4  | +14 |
| 2.   | Maxim Zakharau   | Spojené arabské emiráty | 5 | 6 | 8 | 14 | 0  | +9  |
| 3.   | Sam Verelst      | Belgie                  | 5 | 6 | 7 | 13 | 4  | +8  |
| 4.   | Vadim Gyesbreghs | Belgie                  | 5 | 5 | 8 | 13 | 0  | +10 |
| 5.   | Arťom Klavdijev  | Spojené arabské emiráty | 5 | 6 | 5 | 11 | 6  | +6  |
| 6.   | Ilja Čujkov      | Spojené arabské emiráty | 5 | 5 | 5 | 10 | 4  | +8  |
| 7.   | Alec Jamec       | Belgie                  | 5 | 4 | 6 | 10 | 0  | +8  |
| 8.   | Dries Blockx     | Belgie                  | 5 | 4 | 5 | 9  | 0  | +6  |
| 9.   | Ben Coolen       | Belgie                  | 5 | 4 | 4 | 8  | 0  | +7  |
| 10.  | Juma Al-Dhaheri  | Spojené arabské emiráty | 5 | 2 | 5 | 7  | 4  | +7  |
| 10.  | Iniaz Steyaert   | Belgie                  | 5 | 2 | 5 | 7  | 4  | +8  |

#### Hodnocení brankářů
Toto je konečné pořadí pěti nejlepších brankářů.
| Poř. | Hráč             | Tým                     | Z. | MIN    | OG | PZ  | PS  | POG  | Úsp%  |
| ---- | ---------------- | ----------------------- | -- | ------ | -- | --- | --- | ---- | ----- |
| 1.   | Mate Tomljenović | Spojené arabské emiráty | 4  | 240:00 | 6  | 117 | 123 | 1.50 | 95.12 |
| 2.   | Joel Hasselman   | Nový Zéland             | 4  | 221:29 | 11 | 120 | 131 | 2.98 | 91.60 |
| 3.   | Arne Waumans     | Belgie                  | 4  | 200:20 | 5  | 52  | 57  | 1.50 | 91.23 |
| 4.   | Tolga Bozaci     | Turecko                 | 5  | 239:34 | 15 | 138 | 153 | 3.76 | 90.20 |
| 5.   | Dimitar Dimitrov | Bulharsko               | 5  | 269:32 | 19 | 164 | 183 | 4.23 | 89.62 |